# Beatus d'Urgell
Le Beatus d'Urgell est un manuscrit enluminé contenant notamment un commentaire de l'Apocalypse de Beatus de Liébana, écrit et peint dans le quatrième quart du Xe siècle. Il est actuellement conservé au musée diocésain de La Seu d'Urgell en Catalogne sous la cote Inv.501. 

## Historique
Le manuscrit ne contient aucun colophon permettant de localiser avec précision son origine. Cependant, il provient sans doute de la Province de León, car il est très proche d'autres manuscrits produits dans cette région comme le Beatus de Valladolid dit aussi de Valcavado. Il est mentionné dès 1147 à Urgell en Catalogne, ce qui peut s'expliquer par les liens étroits entre les comtes d'Urgell et Alphonse VI de León. Armengol V d'Urgell s'est en effet marié avec María Ansúrez, fille de Pedro Ansúrez (en), seigneur de Valladolid. Celui-ci a assuré le gouvernement du comté durant la minorité de son petit-fils Armengol VI d'Urgell. L'ouvrage est sans doute un cadeau fait à l'évêque d'Urgell de cette époque, saint Odon.
Le manuscrit a été volé en 1996 puis retrouvé en 1997.

## Description
Le manuscrit contient 79 miniatures, dont certaines occupent 2 pages. Il ne contient pas le cycle complet de miniatures comme d'autres manuscrits du Beatus. Elles ont été sans doute peintes par un seul et même artiste.